# دار صلاح
دار صلاح (به لاتین: Dar Salah) یک روستا در دولت فلسطین است که در استان بیت‌لحم واقع شده‌است. دار صلاح ۳٬۳۷۳ نفر جمعیت دارد.